# Süderbrarup

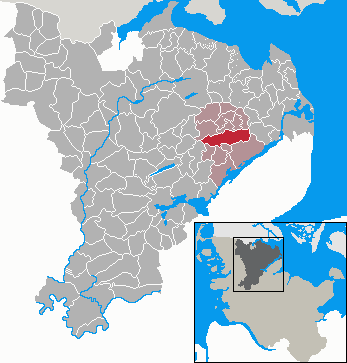
Situation de Süderbrarup

Süderbrarup (en danois : Sønder Brarup) est une commune d'Allemagne située dans l'arrondissement de Schleswig-Flensbourg dans l'État du Schleswig-Holstein. Elle est située sur le côté nord de la Schlei, environ 20 km au nord de Schleswig, et 30 km au sud de Flensbourg. Süderbrarup est connu pour le site archéologique Thorsberg moor. 
Süderbrarup est le siège de l'Amt (« municipalité collective »). 

## Histoire
Süderbrarup a été mentionnée pour la première fois dans un document officiel en 1231 sous le nom de Syndräbrathorp.

## Événements

### Brarupmarkt
Fortement ancrée dans la tradition allemande de foires annuelles du pays avec des manèges, Sûderbrarup héberge la plus grande célébration régionale de ce genre à Schleswig-Holstein, en amenant plusieurs centaines de milliers de visiteurs chaque année. Brarupmarkt a été une pierre angulaire de la culture locale annuelle depuis sa création en 1583. La date de début de Brarupmarkt tombe le dernier week-end de juillet.